# Sorbus glabriuscula
Sorbus glabriuscula är en rosväxtart som beskrevs av Mcall.. Sorbus glabriuscula ingår i släktet oxlar, och familjen rosväxter. Inga underarter finns listade i Catalogue of Life.